# Gary R. Johnson
Pour les articles homonymes, voir Gary Johnson et Johnson.
Gary R. Johnson est un scénariste et producteur américain né à Buffalo. Il est le frère de Dave Alan Johnson.

## Filmographie

### Scénariste
- 2002-2003-2004: Sue Thomas, l'œil du FBI (saisons 2 et 3)
- Le Client

### Producteur
- Le Client
- Le Caméléon

### Créateur
- Doc